# David Moëd

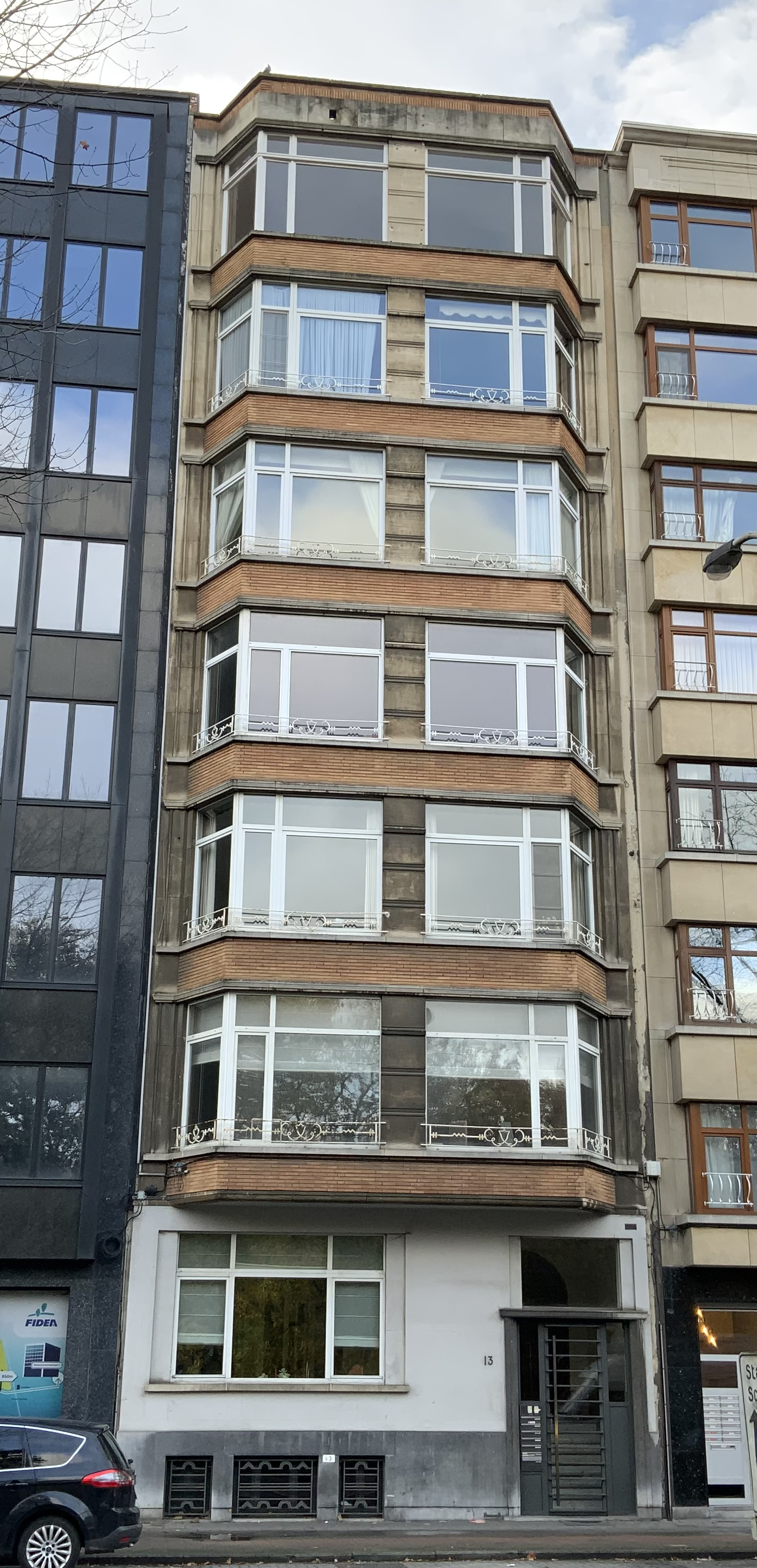
Residentie Geldzähler uit 1935 ontwerpen door Moëd

David Moëd (Antwerpen, 1902 – Tel Aviv, ca. 1990) was een Belgisch architect.

## Carrière
Tussen 1930 en 1940 bouwde hij talrijke modernistische gebouwen in Antwerpen, onder meer aan de grote lanen en straten in de stadsparkwijk. Daar maakte hij samen met zijn mede-student Nachman Kaplansky deel uit van de progressieve modernistische architecten der Joodse gemeenschap. Ze staan erom bekend art-deco en modernisme te vergieten in een unieke stijl. De stijl werd vooral toegepast op flatgebouwen. Deze soort woningen kwamen na de Eerste Wereldoorlog in een stroomversnelling vanwege een huisvestingstekort en een mentaliteitsverandering bij de toenmalige burgerij.

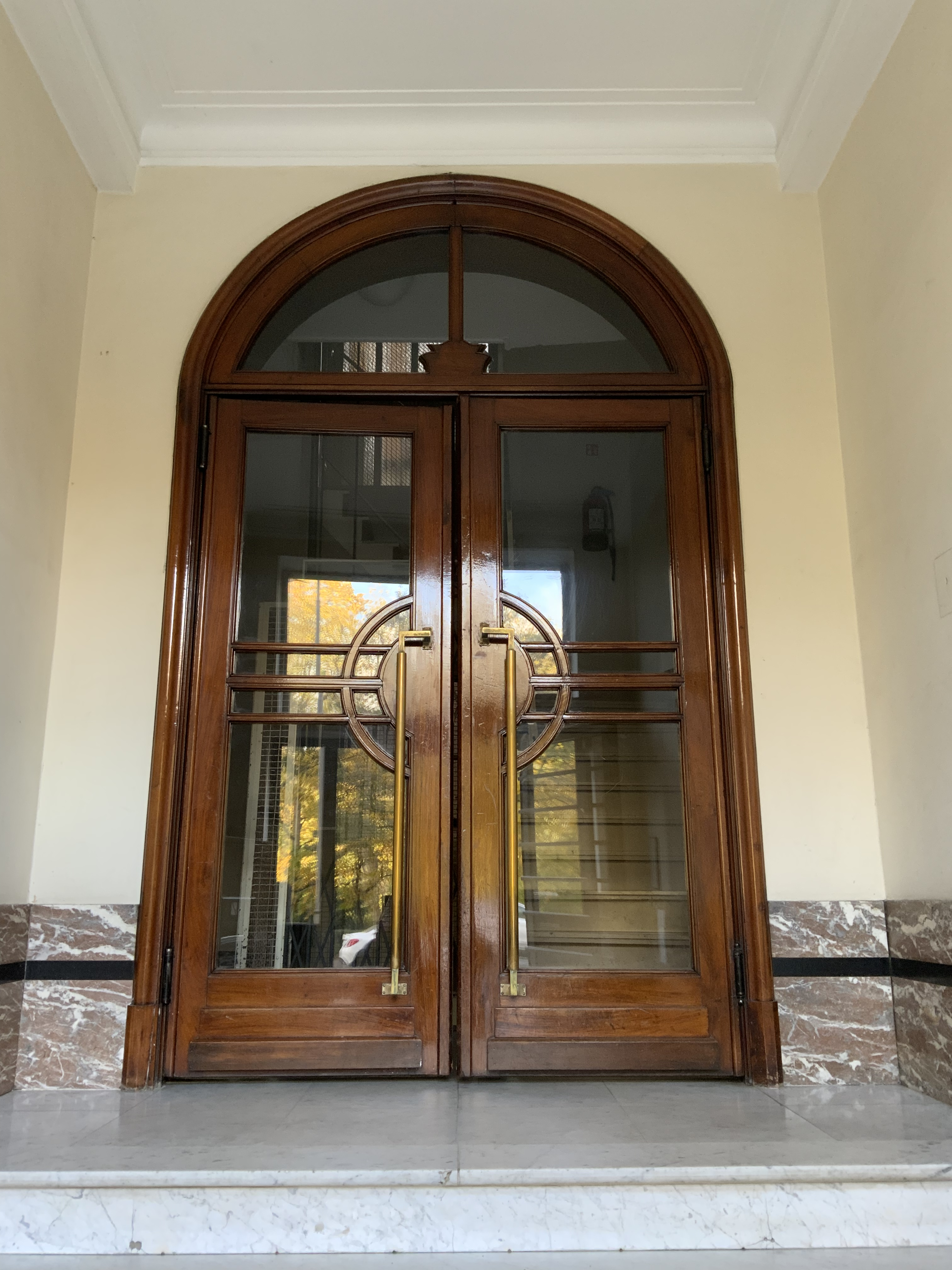
Deur in art deco stijl in residentie Geldzäler, ontworpen door Moëd

Moëd bouwde woningen aan de Belgiëlei, Van Eycklei en Consciencestraat.
Zijn gebouwen zijn vrij imposante constructies, dikwijls met art deco versieringen zoals patrijspoorten, meanders en decoratieve Egyptische en Azteekse elementen.
Typisch voor de plattegronden van zijn meestal ruime flats zijn de functionele opbouw, met bijzondere aandacht voor de manier waarop het licht in alle kamers binnenvalt.

## Bouwwerken

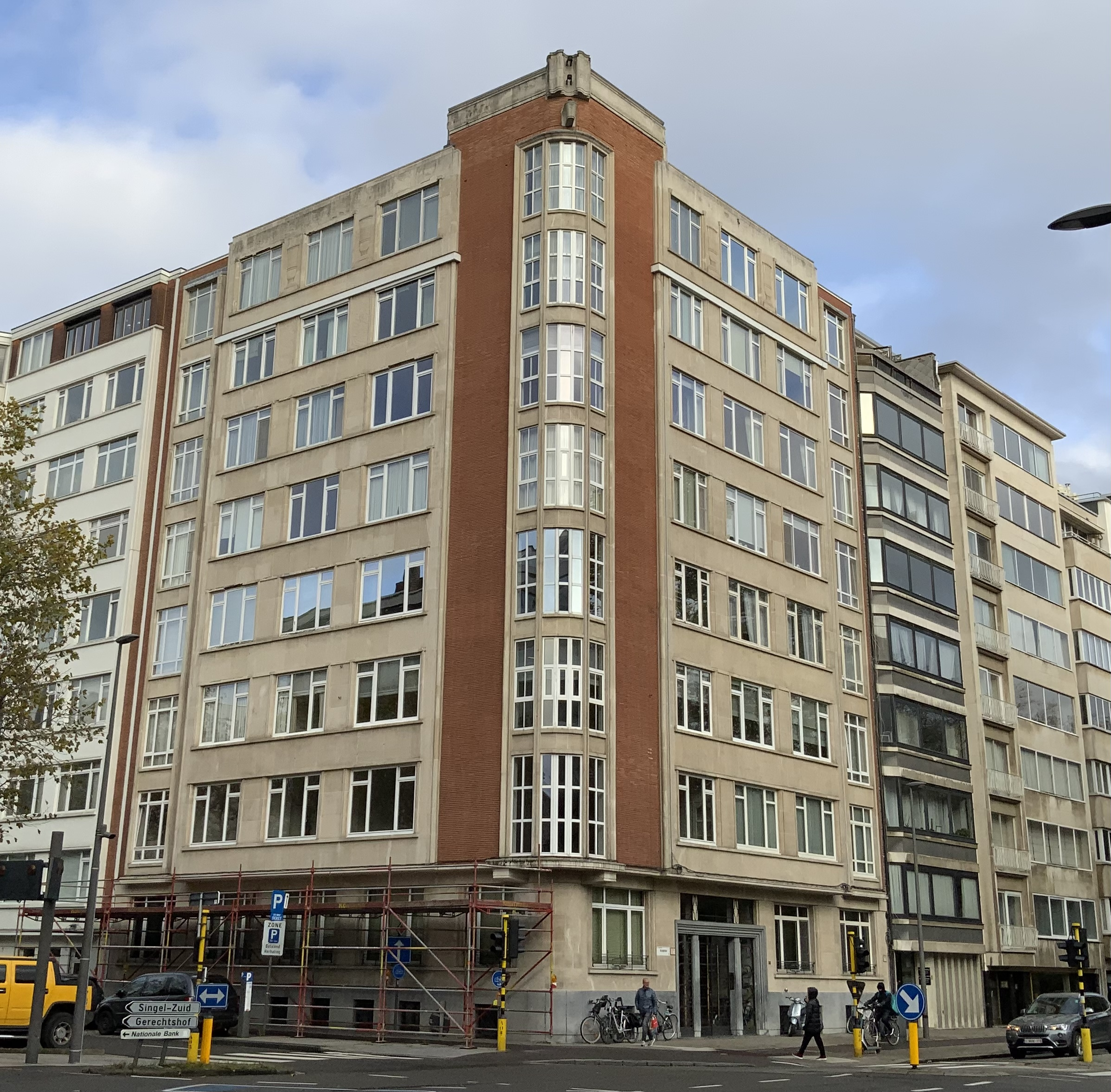
Flatgebouw ‘Helvetica’ gebouwd tussen 1935-36

Hieronder een lijst van de realisaties van Moëd met het bouwjaar.
1. Apt SIBA in art-decostijl (1928)
2. Burgerhuis in art deco (1928)
3. Aptgbw Rapoport-Wellner, Architectenwoning Jules Wellner (1928)
4. Burgerhuis met achterliggende synagoge (jaren 1930)
5. Apt Helenalei in art-decostijl (1931)
6. Apt (I.F.A) in art-decostijl (1934)
7. Apt Halévy Art-decostijl (1934)
8. Apt Geldzähler in art-decostijl (1935)
9. Apt Boduognat in art-deco stijl (1935)
10. Apt Helvetica (1935-1936)
11. Résidence Pépinière (1937)